# Чуматлан (муниципалитет)
Чуматлан (исп. Chumatlán) — муниципалитет в Мексике, штат Веракрус, расположен в регионе Тотонака. Административный центр — город Чуматлан.